# Tetsuya Ogura
Tetsuya Ogura (小椋 哲也 Ogura Tetsuya?,  nacido el 26 de agosto de 1970 en Kanagawa) es un exfutbolista japonés que se desempeñaba como defensa.

## Trayectoria

### Clubes
| Club               | País  | Año         |
| ------------------ | ----- | ----------- |
| Gamba Osaka        | Japón | 1993 - 1994 |
| Kyoto Purple Sanga | Japón | 1995        |